# Der Stern des Bundes

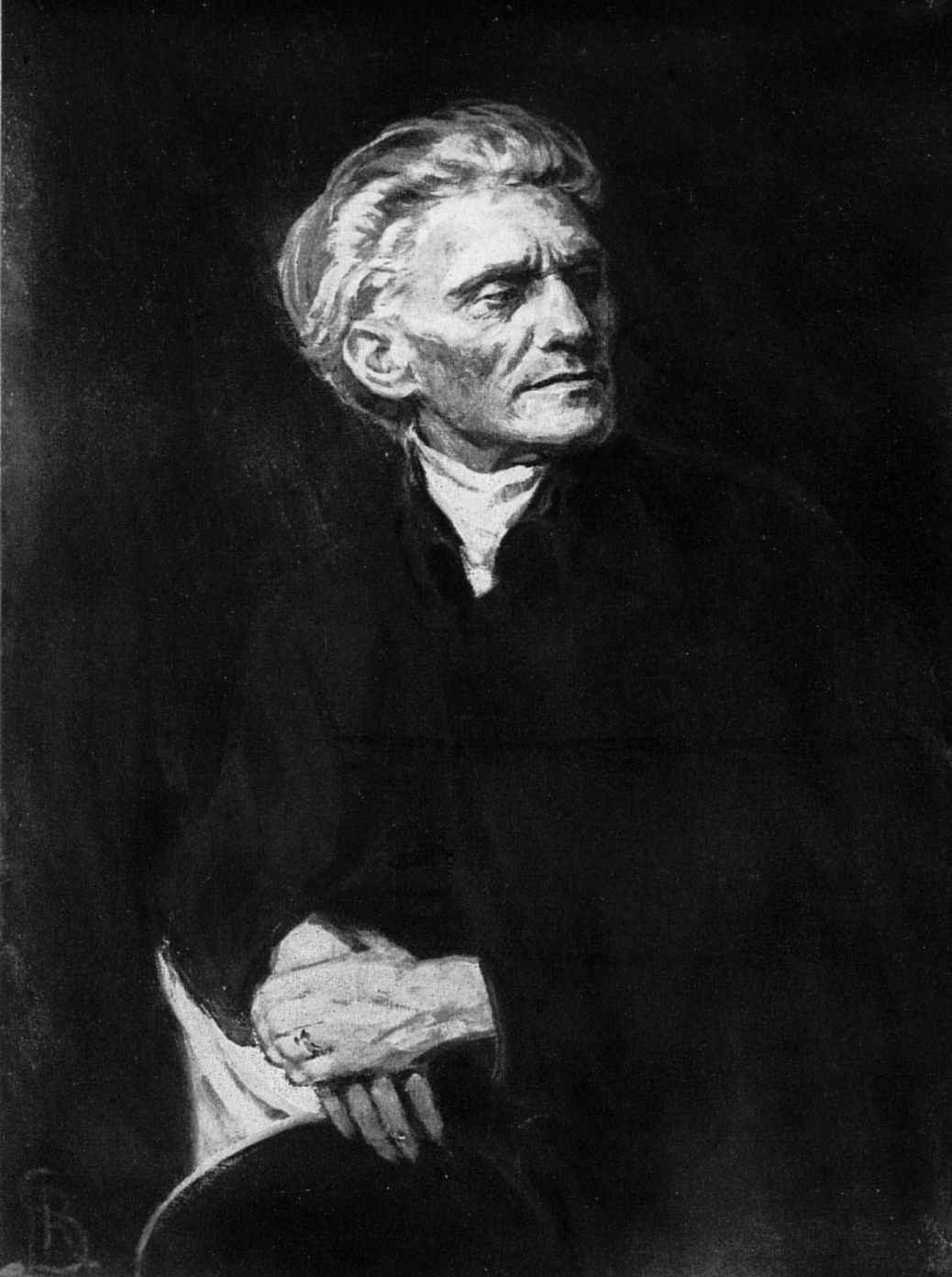
Stefan George
Porträt von Reinhold Lepsius

Der Stern des Bundes ist der Titel eines 1914 erschienenen zyklischen Gedichtbandes von Stefan George.
Gegenüber dem vielgestaltigen Siebenten Ring kehrt der Dichter zur Einheitlichkeit in Sprache, Aufbau und Thema zurück und legt mit genau tausend Versen sein homogenstes Werk vor, das als Gipfel seines Formwillens betrachtet werden kann.
Überwiegend auf Melodie und Reim verzichtend und stellenweise mit Beschwörungsformeln arbeitend, tritt George mit dem apodiktischen Anspruch des Mahners und Sehers auf, der zeitkritische Lehrsätze verkündet und Normen für seine Gefährten aufstellt. So bildet der Stern des Bundes die Verfassung und das Erziehungsprogramm des George-Kreises.

## Inhalt

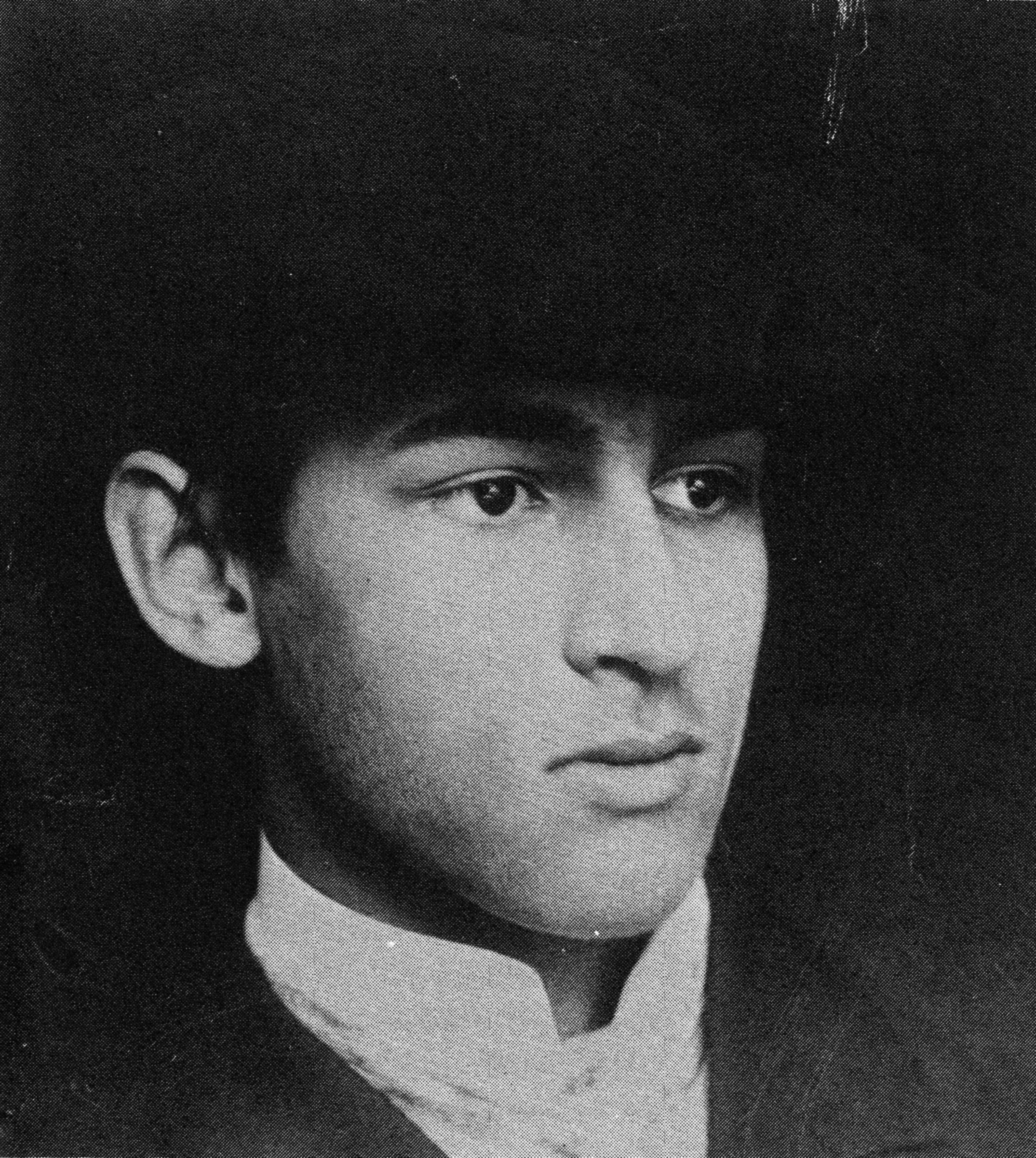
Maximilian Kronberger

Der Band versammelt 100 Gedichte, die nicht in Strophen unterteilt sind, keine Überschriften haben und in streng geordneter Form präsentiert werden: Dem Eingang mit neun Vierzehnzeilern folgen drei Bücher mit jeweils 30 Gedichten, deren Länge zwischen sieben und vierzehn Zeilen beträgt und von denen jedes zehnte gereimt ist. Das hundertste Gedicht ist ein Schlusschor, der zur Beisetzung Georges vorgetragen wurde.
In feierlich-gehobener, parataktischer Sprache bekennt sich der Dichter zu seiner Sendung, zwischen Gott und Menschheit als Mittler zu fungieren. Hatte er im Siebenten Ring den Schüler Maximilian Kronberger idealisiert, zum Gott Maximin erhoben und auf diese Weise die Grundlage für den gleichnamigen Mythos geschaffen, feiert er ihn nun gleich mit dem ersten Gedicht als Herrn der Wende: „Du stets noch anfang uns und end und mitte / Auf deine bahn hienieden· Herr der Wende· / Dringt unser preis hinan zu deinem sterne.“
Das zweite Gedicht beleuchtet Nietzsches Gedanken über das Verhältnis des Apollinischen und Dionysischen, dem er in der Geburt der Tragödie nachgegangen war. Der Widerspruch – „qual der zweiheit“ – zwischen Rausch und Helle, Gefühl und Verstand ist in der „Doppel-Schöne“ Maximins als „Eines zugleich und Anderes“ aufgehoben.
Im ersten Buch schildert George zunächst seinen Weg von den frühesten Anfängen bis zur Gewissheit, erwählt zu sein, wendet sich den Auswüchsen seiner Zeit zu, indem er ihren Fortschrittsglauben geißelt – „Zehntausende muss die heilige seuche raffen“ –, und rühmt am Ende die einstigen Gefährten.
Im zweiten Buch werden die Novizen in die Mysterien eingeführt, was in den ersten zwanzig Gedichten dialogisch gestaltet wird. In dieser intimen Gesprächssituation, die an den Dialog von Dichter und Engel im Teppich des Lebens und die Lieder von Traum und Tod erinnert, gesteht der Schüler etwa, nicht „tüchtig genug zu sein für die weitre weihe“, und wird vom Meister getröstet. Das Gespräch kreist um Fragen der Pubertät und des Eros, der am Ende gefeiert wird. Während der Jüngere seine Zweifel überwindet, macht auch der Ältere eine Wandlung durch und ist auf seinen Schüler angewiesen.
Im dritten Buch wendet sich George dem Binnenverhältnis der Gemeinschaft zu, um den Umgang untereinander zu bestimmen. So legte er das Verhältnis zum Adel ebenso fest wie das zu Sozialisten und Frauen. Der Kreis soll nach außen hin abgeschlossen werden – „Hier schliesst das tor. schickt unbereite fort.“ –, während sein Inneres durch rituelle Beschwörungen gefestigt wird:
Wer je die flamme umschritt

Bleibe der flamme trabant!

Wie er auch wandert und kreist:

Wo noch ihr schein ihn erreicht

Irrt er zu weit nie vom ziel.

Nur wenn sein blick sie verlor

Eigener schimmer ihn trügt:

Fehlt ihm der mitte gesetz

Treibt er zerstiebend ins all.

## Hintergrund
Nach Georges eigener Darstellung war das Werk zunächst für die „freunde des engern bezirks“ gedacht. Die „sich überstürzenden welt-ereignisse“ (gemeint ist der Erste Weltkrieg) hätten „die gemüter auch der weiteren schichten empfänglich gemacht für ein buch das noch jahrelang ein geheimnis hätte bleiben können“.
Im Stern des Bundes, dessen ursprünglicher Titel Lieder an die heilige Schar lauten sollte, formulierte George sein pädagogisches Programm für eine Elite, die sich über die Verehrung für den Meister und die Freundschaft zwischen einem Älteren und einem Jüngeren definierte. Nach dem Siebenten Ring wurde ihm die erzieherische Aufgabe seiner Dichtung immer wichtiger. So richtete er seine Gedichte nun häufiger an einzelne Freunde, um ihnen Maßregeln zukommen zu lassen und sich über den Stand ihrer Entwicklung zu informieren.
Wollte sich aber jemand in den Versen wiedererkennen, belehrte George ihn, dass die besungene Person weniger wichtig sei als das Werk und die Gemeinschaft und er nicht nach bestimmten Personen oder sich selbst suchen sollte. Da die Einzelerlebnisse Teil der gemeinsamen Sphäre waren und Personen und Namen als Besitz des Kreises betrachtet wurden, sollte das Mitglied sich in die Gedichte vertiefen, nach höheren Wahrheiten suchen und Werte und Normen des Kreises verinnerlichen.
Während in den Gedichten des Siebenten Ringes der Abstand zwischen Dichter und gestaltetem Gott sichtbar bleibt, geht die Identifikation im Stern des Bundes so weit, dass es bisweilen schwer ist, die Stimmen zu unterscheiden. Wenn der Dichter spricht, meint man den Gott zu hören, der sich eines menschlichen Mundes bedient.

## Rezeption
Der Stern des Bundes gehört zu den umstrittenen Werken des Dichters.
Claude David sprach von der Schmucklosigkeit und scheinbaren Nachlässigkeit des Zyklus, von seiner liturgischen Monotonie, dem Verzicht auf Preziosität und Pathos. Auffallend seien Gebet, Meditation und magische Beschwörungsformeln, welche die Sprache auf ihren Kern reduzierten. Indem sie das Wesentlichste bewahrt und sich von allem Zierrat befreit habe, sei sie reine Dichtung.

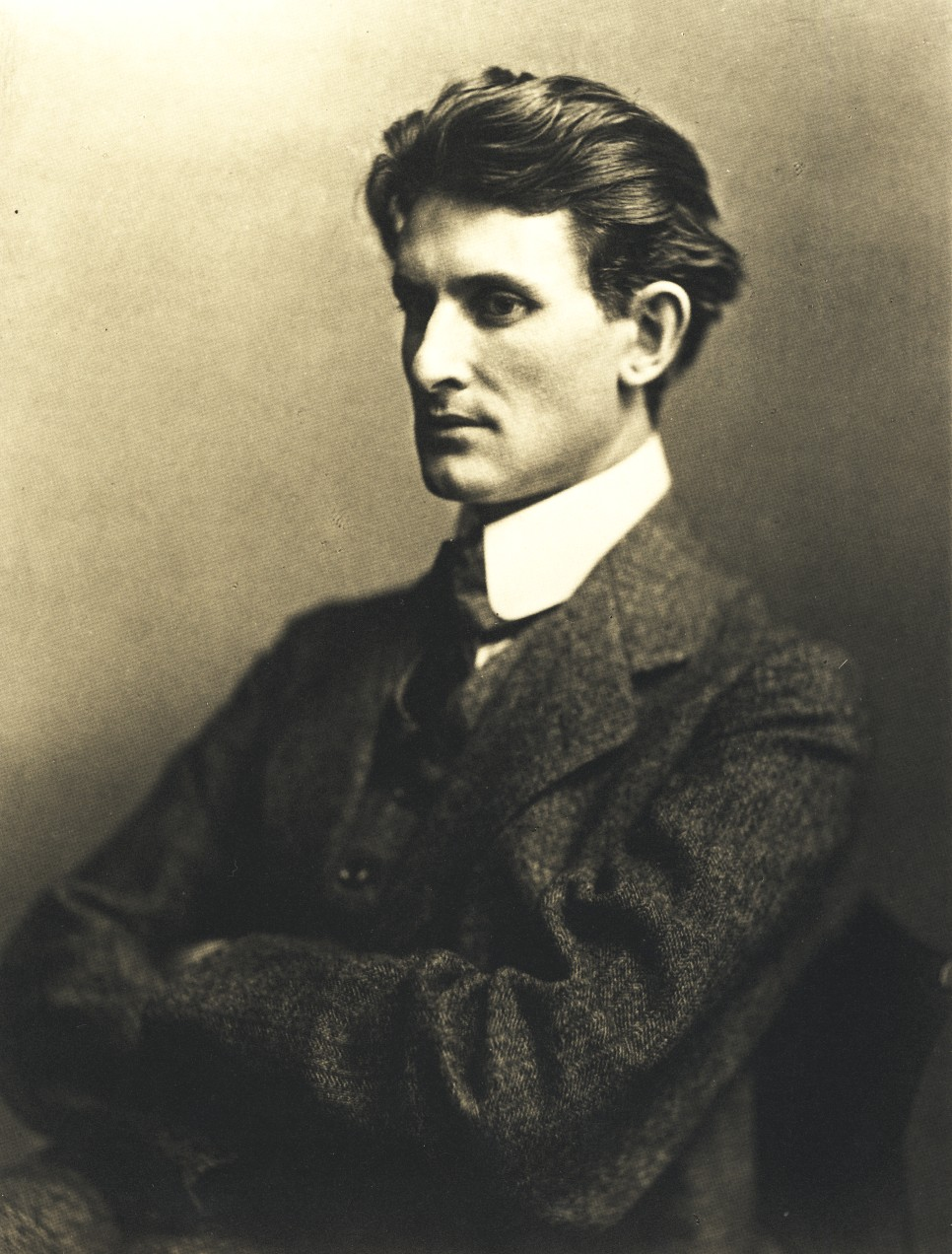
Friedrich Gundolf auf einer Fotografie von Jacob Hilsdorf.

Der apologetische Bewunderer Friedrich Gundolf wertete Georges geschichtliche Aufgabe als „Wiedergeburt der deutschen Sprache und des Dichtertums“ und stellte ihn neben Friedrich Nietzsche, indem er sie als die „beiden einzigen Menschen“ bezeichnete, „die jenseits dieses ganzen Zeitalters … sich im Wort entladen, um ihren geschichtlichen Beruf der Erneuerung zu erfüllen“.
Der Stern des Bundes enthalte die Ethik, die sich in Georges vorhergehenden Werken „als Lebens-gesicht, im Siebenten Ring als Weltgesicht“ gezeigt habe. Er gebe keine spezifischen Regeln, sondern „magische Wunsch- und Wahlsprüche seines Willens oder Gesichte des Auf- und Untergangs welche die Ordnung wirkend darstellen“. Werde im vielfarbigen Siebenten Ring „die Erscheinung des Mittlers selbst gefeiert“, sei im Stern des Bundes die Durchdringung vollbracht, weswegen er farben- und reizlos sei.
Die göttliche Gestalt Maximins sei „Anfang End und Mitte auch dieses Werks, nicht mehr als geliebter Mensch, sondern als entrückter Herr der Wende“. Das Werk wiederhole auf einer höheren Stufe die Magie des Jahres der Seele. „Die seit langem hohlen Zauber- und Schöpfungsworte“ hätten durch George „wieder Gewalt, Gehalt und Gestalt bekommen: Schönheit, Größe, Mensch, Volk und Gott“. Habe der Mensch sich seit Jahrhunderten entäußert und selbst verloren, vermochte George ihn in seinem einfachen Ursprung zu gründen: In dem „gotthaft gestaltige(n) SEIN“.
Für Michael Titzmann gehört der Zyklus zu den fragwürdigsten Werken Georges, da viele der Texte kaum mehr als irrationalistische Ideologie seien. Indem George in der Vorrede fast bedauernd von der Breite der Rezeption des Sterns spreche, nehme er in Kauf, dass der Gültigkeitsanspruch auf eine kleine Gruppe reduziert werde. Die vorgelegte Zeitkritik werde damit zum Selbstwiderspruch, da sie die Menschen nicht zu erreichen suche. Man dürfe diese Art der Gruppenesoterik nicht mit der legitimen Dunkelheit moderner Lyrik verwechseln, wie sie etwa in der Dichtung Georg Trakls zum Ausdruck komme.
Einerseits postuliere George Geheimnisse, die es zu bewahren gelte, andererseits spreche er sie aus. Der religiös-mystische Kontext trage zur Stilisierung des lyrischen Ichs zum Propheten bei, der sich häufig mit seinem Gott zu verwechseln scheine.
Thomas Karlauf sieht im Stern des Bundes den „ungeheuerlichen Versuch, die Päderastie mit pädagogischem Eifer zur höchsten geistigen Daseinsform zu erklären“. Wer diesen Umstand nicht habe sehen wollen, „musste die tausend Verse für inkommensurabel halten“ oder, wie Walter Benjamin zitiert wird, für „das choreographische Arrangement des Veitstanzes“. George habe eine erfolgreiche Strategie verfolgt, als er in die Öffentlichkeit ging, um sie als „sichersten Schutz“ zu wählen. Nur wenige hätten zu fragen gewagt, wozu der Aufwand betrieben worden sei und worin der Unterschied zwischen „Geweihten“ und „Ungeweihten“ bestanden habe. So habe das „offene Geheimnis“ entscheidend zur Elitebebildung beigetragen. An anderer Stelle beschreibt Karlauf, dass der Elite-Gedanke innerhalb des George-Kreises von einer stillschweigenden Einigung über das Wesen des pädagogischen Eros getragen sei: Die Liebe zu den jüngeren, schönen Mitgliedern musste platonischer Natur sein. Wegen fehlender Belege könne man nur darüber spekulieren, inwieweit es in einzelnen Fällen zu sexuellen Handlungen gekommen ist.
Auf Martin Buber wirkte der Zyklus so, „als ob ein geheimer Orden“ seine „in dunklen und bedeutenden Worten gehaltene Regel“ drucken und verkaufen lassen wolle. Gehöre das Geheimnis nicht vor die „Ohren des Marktes“, solle man nicht von ihm reden. Man dürfe nicht befehlen, das Tor zu schließen und „den Schlüssel aus dem Schlüsselloch nehmen, damit die von draußen doch hereinschauen können“.

### Textausgaben
- Stefan George: Der Stern des Bundes. Herausgegeben von Ute Oelmann. Klett-Cotta, Stuttgart 1993 (= Sämtliche Werke in 18 Bänden, Band VIII; derzeit maßgebliche Ausgabe).
- Stefan George: Der Stern des Bundes In: Stefan George, Werke, Ausgabe in zwei Bänden. Klett-Cotta, Stuttgart 1984 S. 345–394
- Stefan George: Der Stern des Bundes. Georg Bondi, Berlin 1914.

### Sekundärliteratur
- Bernd Johannsen: Reich des Geistes. Stefan George und das Geheime Deutschland, Verlag Dr. Hut, München 2008
- Thomas Karlauf: Stefan George. Die Entdeckung des Charisma, Karl-Blessing-Verlag, München 2007, ISBN 3-89667-151-0
- Hansjürgen Linke: Das Kultische in der Dichtung Stefan Georges und seiner Schule, Helmut Küpper, München und Düsseldorf 1960
- Manfred Riedel: Geheimes Deutschland. Stefan George und die Brüder Stauffenberg, Böhlau Verlag, Köln 2006